# Hofanlage Fettenhof

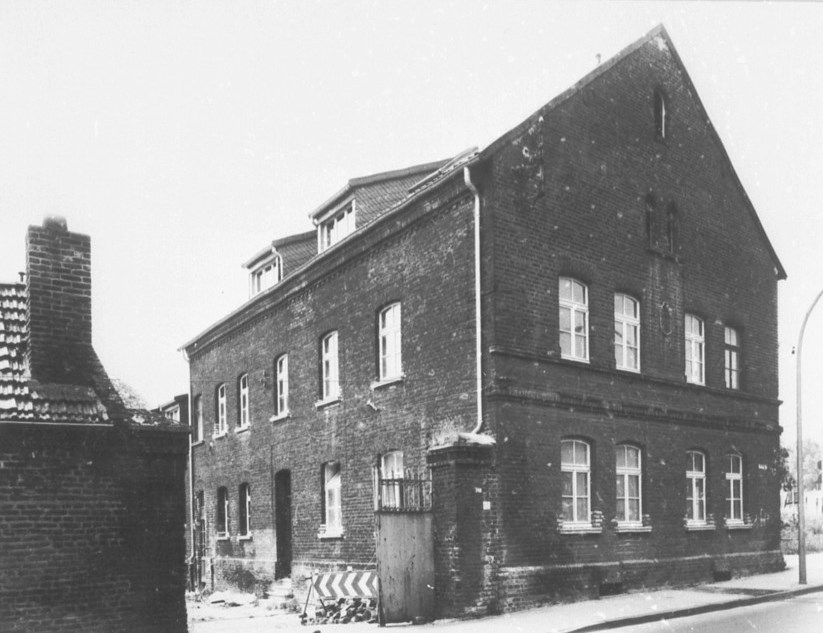
Fettenhof mit rechtem Giebel (um 1912)

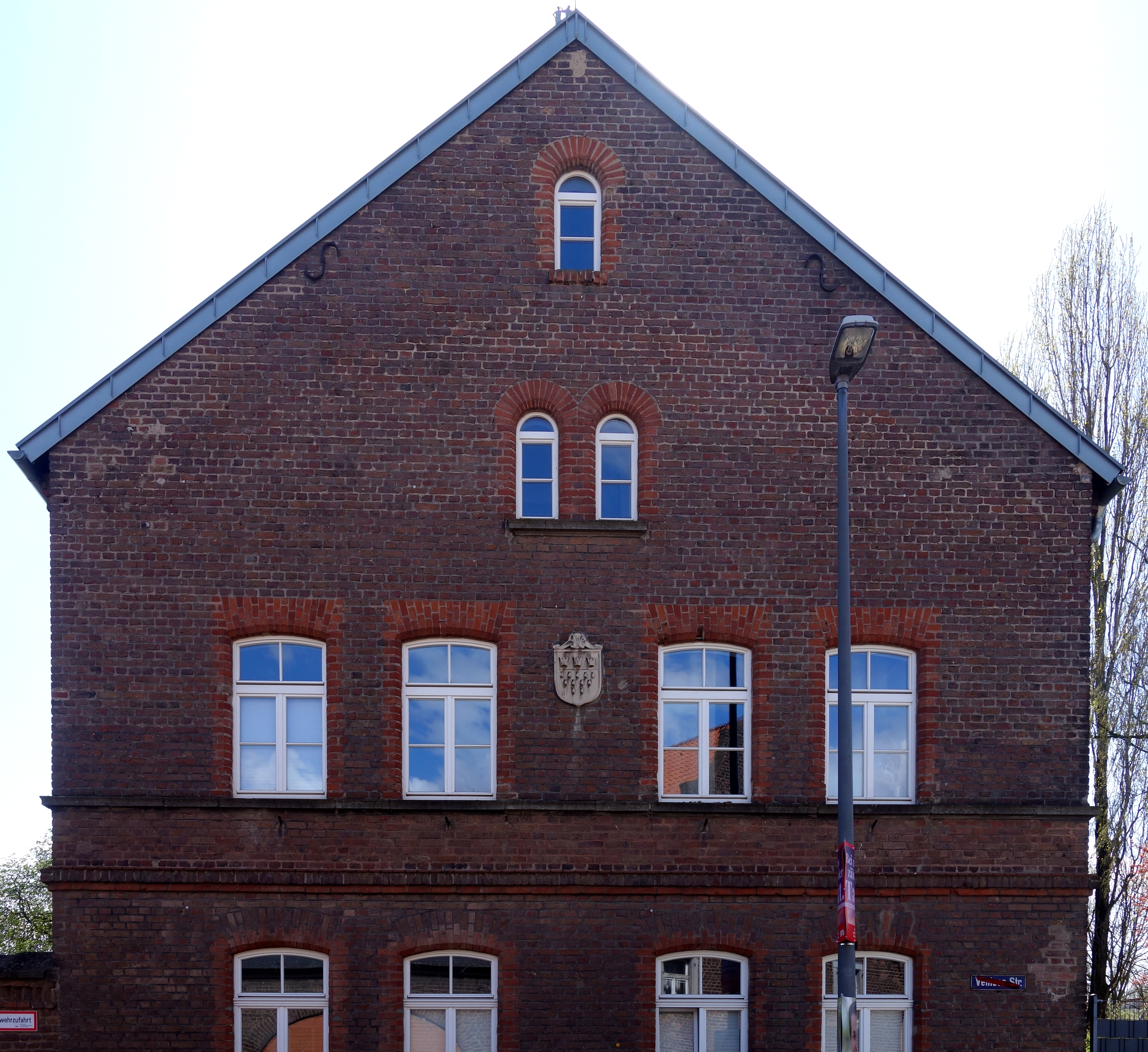
Rechter Giebel mit dem Kölner Wappen in der Mitte (2022)

Der Fettenhof, auch Maximinenhof oder Jungfrauenhof genannt, ist eine Hofanlage der 1888 nach Köln eingemeindeten ehemaligen ländlichen Ansiedlung Bocklemünd.

## Geschichte

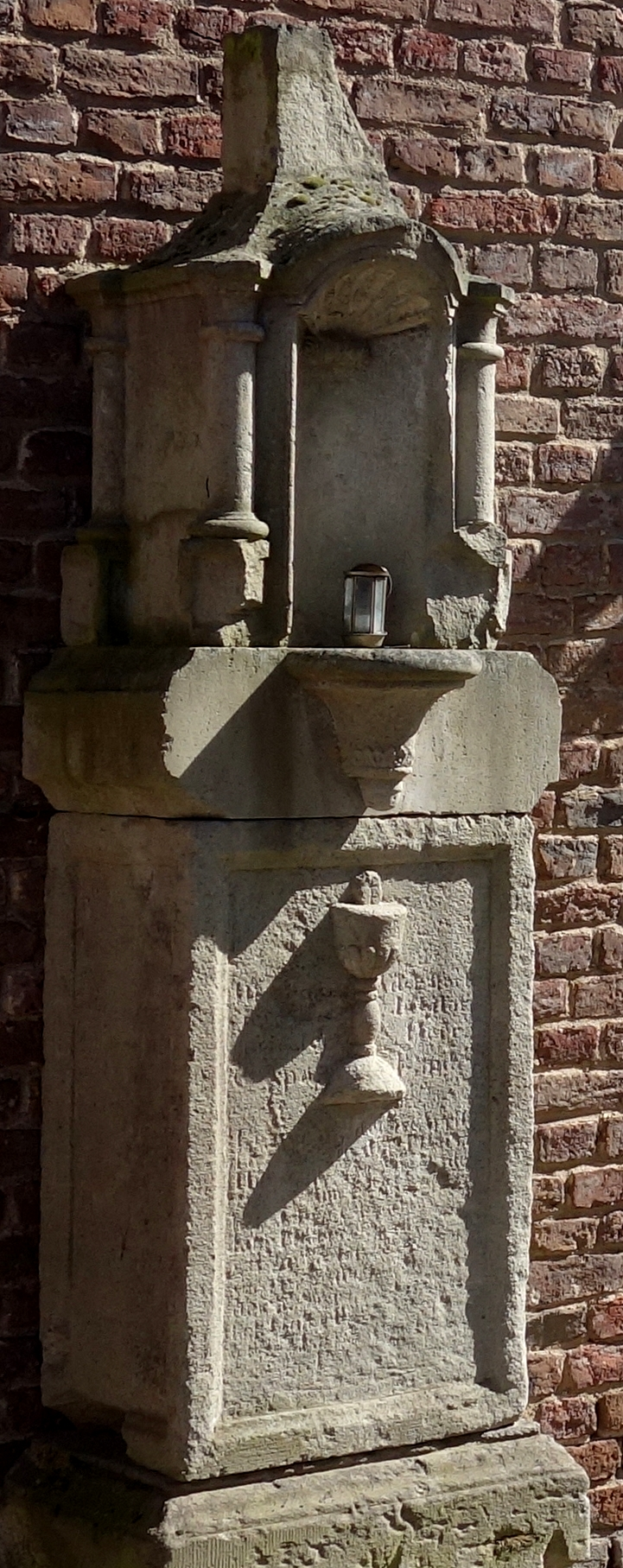
Bildstock im Innenhof (2022)

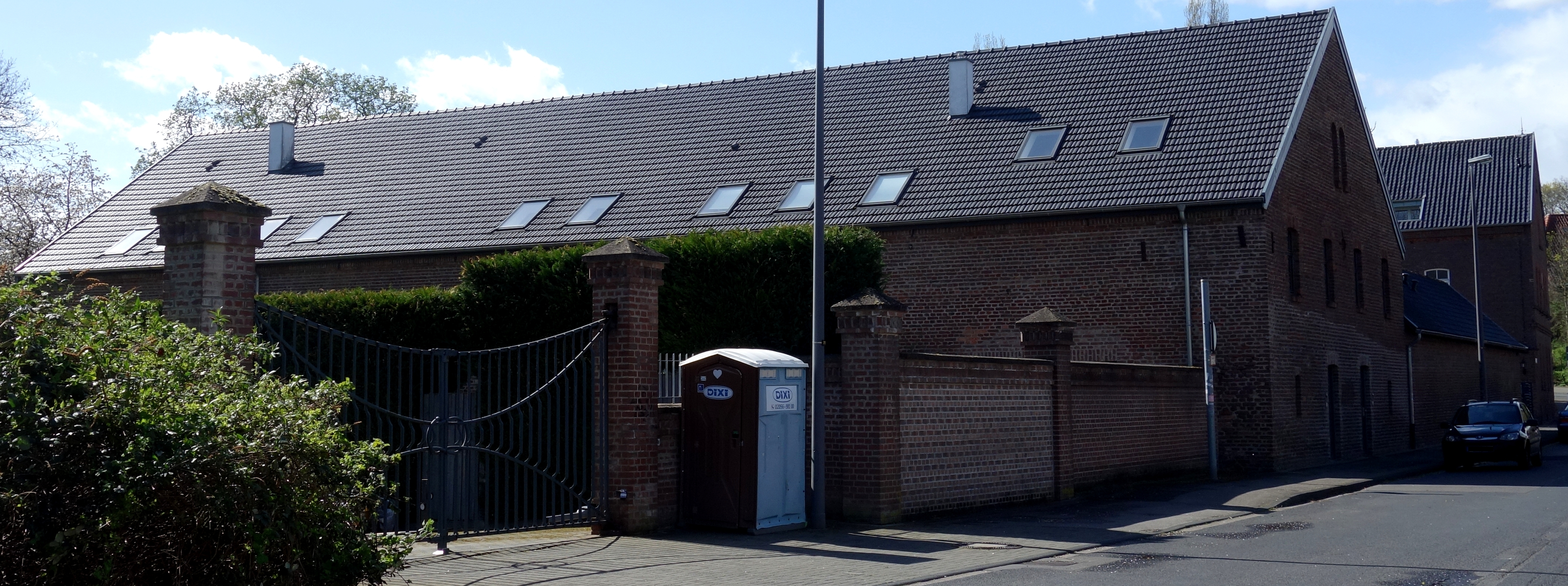
Außenansicht der Hofanlage (2022)

Der Fettenhof wurde bereits ab 1170 urkundlich erwähnt. Damals war er im Besitz des Klosters St. Maximin in Köln. Um 1820 wurde die Hofanlage mit Stallungen neu errichtet.
Die beiden Namensbestandteile des Fettenhofs leiten sich ab aus dem Begriff „Fetten“ für Stäbe, die damals häufig zur Absperrung von Gerichts- und Versammlungsstätten dienten, sowie „Hof“, womit der zuständige Oberhof als Ort für Zusammenkünfte, Verhandlungen und Gerichtssitzungen gemeint war.
Die Stadt Köln verpachtete 1976 den Fettenhof an die Compagnons du Devoir, eine Vereinigung von Junghandwerkern, die ihn danach umfassend renovierten und innerhalb eines Jahres Beherbergungsmöglichkeiten für etwa 20 Bewohner schafften.
Die Hofanlage hatte nach der Renovierung ihr ursprüngliches Erscheinungsbild zurückerhalten und diente bis zu 70 Handwerkern als Unterkunft. Deutsche und französische Gesellen, darunter Maurer, Zimmerleute, Dachdecker, Schreiner, Klempner und Raumausstatter, reisten für ein Jahr oder länger nach Köln-Bocklemünd an, um den Fettenhof weiter zu verschönern. Dabei tauschten sie Erfahrungen aus und trafen sich in gemeinsamen Abendkursen, um neue Arbeitsmethoden und Techniken des jeweils anderen Landes kennen zu lernen. Nicht zuletzt nutzten auch viele deutsche Gesellen diese Treffen zur Vorbereitung auf Auslandsaufenthalte in Frankreich.
1981 wurde der Förder- und Freundeskreis der Compagnons du Devoir gegründet mit dem Ziel, die Arbeit der Junghandwerker sowie die beruflichen Fortbildungsaktionen auf dem Fettenhof zu unterstützen.
Da zu Beginn der 2000er Jahre die Wandergesellen-Zahlen zurückgingen, war die Existenz des Fettenhofs bedroht. Trotz aller Bemühungen um die Weiterführung ihrer Arbeit mussten die Compagnons das Haus 2006 verlassen. Ein Großteil des Inventars wurde in die französischen Unterkünfte zurückgebracht.
Zwischen 2008 und 2012 wurde der Fettenhof vollständig kernsaniert und zu Wohnungseinheiten mit 54 m² bis 179 m² Nutzfläche umgebaut.

## Beschreibung

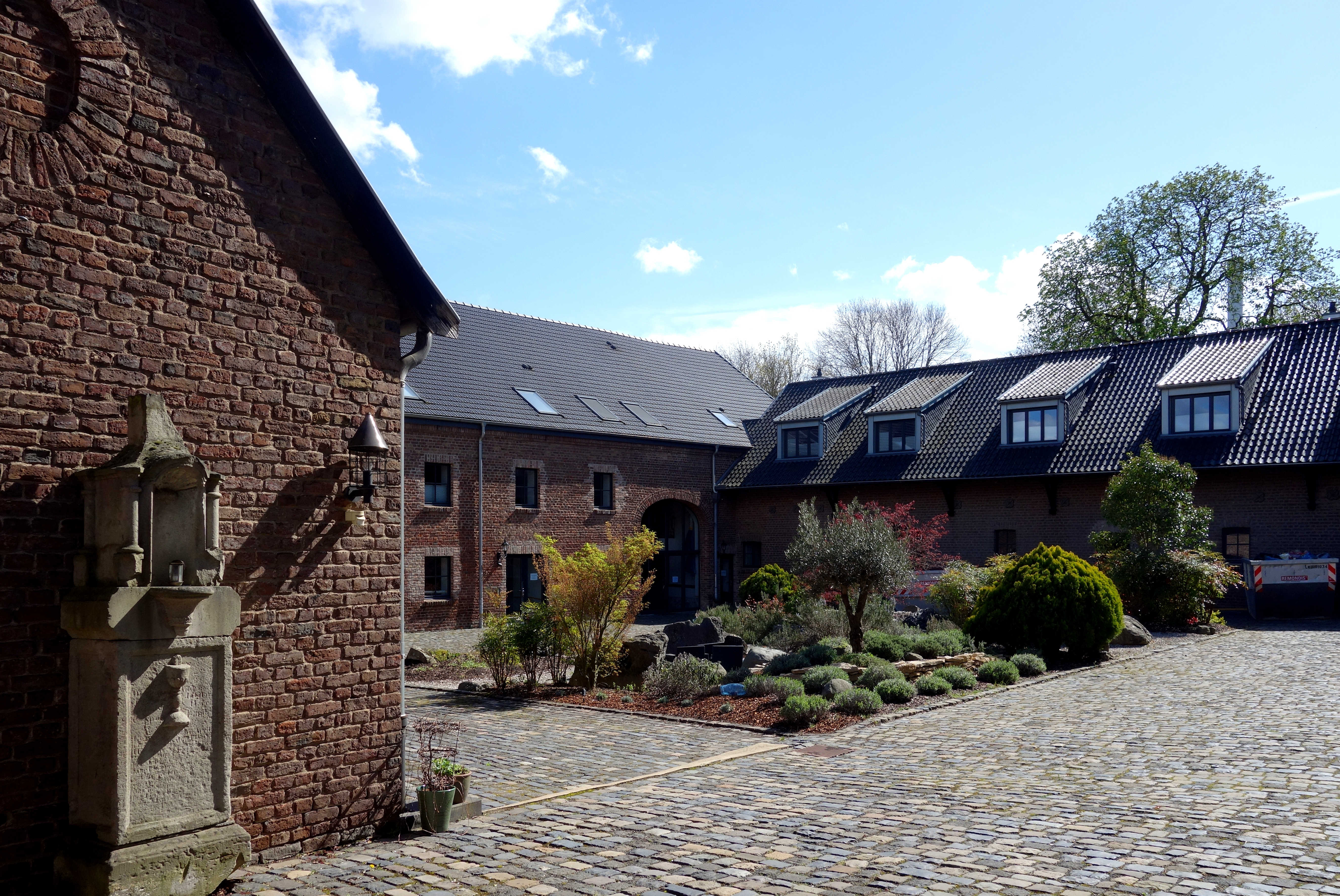
Blick vom Eingangstor in den Vierkanthof (2022)

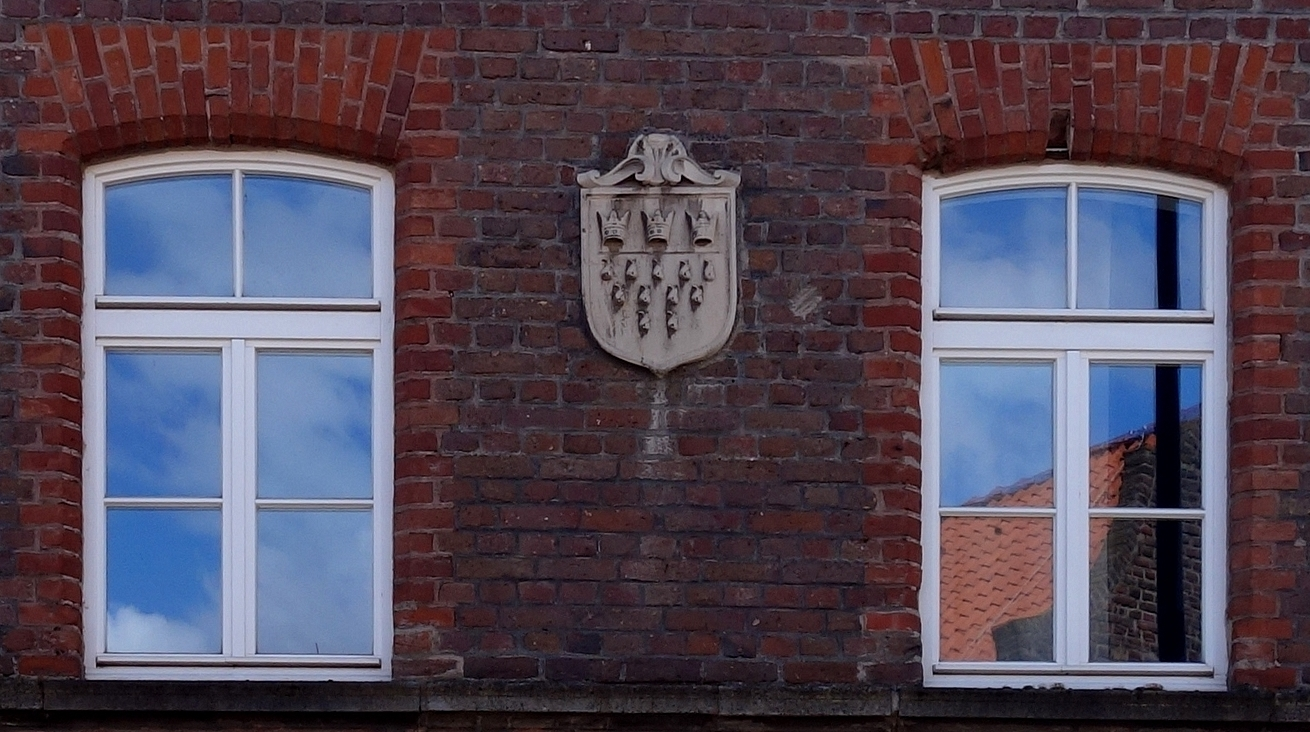
Kölner Wappen in der Mitte des rechten Giebels (2022)

Die Hofanlage wurde als Vierkanthof mit zwei straßenseitigen Giebeln errichtet. Der rechte Giebel, an dessen linker Seite sich das Eingangstor zum Vierkanthof befindet, besitzt zwei Reihen mit oben leicht gerundeten Fenstern, jeweils zum Erd- und Obergeschoss gehörig. Darüber befinden sich mittig zwei eng nebeneinander liegende Rundbogenfenster und noch ein weiteres in der Mitte des oberen Giebelbereichs. Zwischen den beiden mittleren Fenstern des Obergeschosses ist ein in Stein gemeißeltes Wappen von Köln eingelassen.
Eingänge zu Wohneinheiten befinden sich im linken Giebel und in weiteren Gebäudeteilen des Vierkanthofs.

## Denkmalschutz
Die Hofanlage Fettenhof wurde am 1. Juli 1980 unter der Nummer 390 in die Liste der Baudenkmäler im Kölner Stadtteil Bocklemünd/Mengenich eingetragen.